# Shandao
Shandao (chiń. 善导 pinyin Shàndǎo; jap. Zendō; ur. 613, zm. 681) – chiński mnich buddyjski związany ze Szkołą Czystej Krainy. Przez japońskich wyznawców Jōdo-shū uważany za piątego patriarchę oraz inkarnację Amitabhy. Znany także jako Guangming Shandao.

## Biografia
Pochodził z rejonu, który obecnie stanowi Zhucheng. Urodził się w Zibo w prowincji Szantung. Już w młodości wstąpił do klasztoru na górze Lu i poświęcił się zgłębianiu nauk zawartych w takich sutrach jak Dłuższa Sukhawatiwjuha sutra (skr. Sukhāvatīvyūha Sūtra) i Wimalakirti sutra.
W 641 r. przybył do klasztoru, w którym słynny mnich Daochuo wygłaszał wykład na temat Sutry Amitajurdhjany (skr. Amitāyurdhyāna Sūtra). Wykład wywarł na nim takie wrażenie, iż został uczniem mistrza Daochuo.
Po zakończeniu nauki Shandao zamieszkał w klasztorze Xiangji (chiń. 香积寺; pinyin Xiāngjī sì) w prowincji Shaanxi.
Gdy przebywał w stolicy wykonał kilkadziesiąt tysięcy kopii Sutry Czystej Krainy i została ona następnie rozdana jego zwolennikom, których liczono w tysiącach.
W latach 672-675 nadzorował z polecenia cesarzowej Wu Zetian tworzenie posągu Mahawajroczany w grotach Longmen, a po zakończeniu prac przewodniczył ceremonii otwarcia
Zmarł w ówczesnej stolicy Chang’anie w prowincji Shaanxi.

## Dzieła i nauki
Shandao napisał pięć ważnych prac związanych z Czystą Krainą.
Zapewne najważniejszą i najbardziej wpływową pracą był tekst Guan jing sitieshu (chiń. 觀經四帖疏, pinyin Guānjīngsìtiēshū, Komentarz do "Sutry o medytacji") czyli Amitajurdhjany. Naucza w nim, że jest pięć głównych aktywności, które powinny doprowadzić wiernych do odrodzenia w Zachodnim Raju; są to:
- wypowiadanie imienia buddy
- śpiewanie sutr
- medytowanie o buddzie
- oddawanie czci wyobrażeniom buddy
- śpiewanie pochwał dla buddy

Podzielił te aktywności na dwie kategorie: główną (wypowiadanie imienia buddy) oraz pomocniczą (pozostałe cztery). Już z tego podziału widać, jaką wage przykładał do praktyki nianfo. Napisał, iż nianfo praktykowane z niepodzielnym i spokojnym umysłem, może zetrzeć grzechy zgromadzone w ciągu 80 kalp. Prostota tej praktyki spowodowała, że była ona podejmowana przez zwyczajnych ludzi obarczonych obowiązkami i rodzinami.
Jednak Shandao nie negował wartości praktyk dodatkowych, pomocniczych. Podkreślał, że obie kategorie są zachęcające i on osobiście je praktykuje. Jedną z tych dodatkowych praktyk było śpiewanie sutr. Shandao śpiewał nie tylko trzy podstawowe dla Czystej Krainy sutry, ale również Saddharmę, Diamentową, Nirwany i sutry Pradźni.

## Linia przekazu
- Daochuo (562-645)

- Daosheng (bd)
- Shandao (613-681)

- Daoquan (bd)
- Huaigan (bd)

- Wulong Shaokang (zm. 805)?